# اسکات اسپایکر
اسکات اسپایکر (انگلیسی: Scott Speicher؛ ۱۲ ژوئیهٔ ۱۹۵۷ – ۱۷ ژانویهٔ ۱۹۹۱) یک فرد نظامی اهل ایالات متحده آمریکا بود. او خلبان نیروی دریایی آمریکا بود که بر فراز عراق در طی جنگ خلیج فارس مورد هدف گرفت. وی همچنین برنده جوایزی همچون پرپل هارت شده است. ستوان زهیر داود، خلبان نیروی هوایی عراق که سوار یک میگ-۲۵ بود، به هواپیمای اسپایکر شلیک کرد و اسپایکر را کشت.